# Placencia de las Armas
Placencia de las Armas (cooficialmente en euskera: Soraluze) es un municipio de la provincia de Guipúzcoa en el País Vasco, España. Pertenece a la comarca del Bajo Deva y tiene una población de 3773 habitantes (2022), una extensión de 14,22 km² y una densidad poblacional de 265,33 hab./km². Ostenta el título de «Muy Noble y Leal Villa».
La villa de Placencia de las Armas ha estado vinculada desde su fundación a la fabricación de armas de todo tipo. En su fundación, en 1343, recibe el nombre de Placencia de Soraluze al que en el siglo XV se le añade «de las armas» en referencia a su principal industria. En esta villa se instaló la Real Fábrica de Cañones que dejó de funcionar a mediados del siglo XX.

## Toponimia
La villa fue fundada en 1343 por el rey Alfonso XI de Castilla bajo el nombre de Placencia. El nombre Placencia es común, bajo formas similares, a otras fundaciones de villas medievales anteriores como Plasencia, Piacenza o Plencia. Se considera que este topónimo deriva de la expresión ut placeat (para placer o agradar), expresión con la que el rey o señor de turno justifica la concesión del villazgo a una localidad. Así, por ejemplo el lema de la Plasencia extremeña es ut placeat Deo et hominibus (para agradar a Dios y los hombres).

### El topónimo eúscaro:Soraluze
Soraluce (con la actual grafía vasca se escribe Soraluze) parece ser el nombre anterior del lugar donde se funda la villa. El rey ordenó a los moradores de Herlaegia y Soraluze poblar la recién creada villa de Placencia. Cuando en 1397 los representantes de la villa acuden a las primeras Juntas Generales de Guipúzcoa figuran en las actas de la misma bajo la denominación de Placencia de Soraluce.
En lengua vasca soro significa campo o huerta y luze largo; por lo que el topónimo parece bastante evidente campo o huerta larga. Además Placencia de Soraluce se asentó en un lugar estrecho y encajonado del valle del Deva, lo que casa bastante bien con el nombre.

### De las armas
En el siglo XVI se desarrolló enormemente la industria armera en Placencia, de tal forma que la población dejó de ser conocida como Placencia de Soraluce o Placencia a secas y pasó a ser conocida como Placencia de las Armas. Hasta el último cuarto del siglo XX la industria armera ha permanecido en la base de la economía de la localidad y en la actualidad el pueblo mantiene esa denominación fruto de su actividad económica histórica.

### La denominación coloquial y oficial
En euskera la población es conocida coloquialmente bajo diferentes nombres similares, Plaentzia, Plazentzia, Plaentxi y Plaentxia. Además de estas denominaciones tradicionales se encontraba la denominación histórica de Soraluze. A la hora de oficializar el nombre vasco de la localidad se impuso finalmente la forma Soraluze, frente a las originadas en Placencia. Hasta 2005 la Real Academia de la Lengua Vasca admitió Plaentzia como sinónimo de Soraluze.
Desde 1988 la denominación oficial del municipio es Soraluze-Placencia de las Armas. Aunque se considera una denominación bilingüe; Soraluze, nombre vasco, y Placencia de las Armas, español; otros lo utilizan como un nombre compuesto y único.
El gentilicio en español es placentino o placentina. En euskera se dice soraluzetarra o plaentxiarra.

### Localidades homónimas
Compartiendo el mismo nombre que la Ciudad Armera hay otras localidades en el mundo:
- Plasencia
- Plencia
- Plasencia (Cáceres)
- Plasencia de Jalón
- Plasencia del Monte
- Plaisir
- Prazeres (Lisboa)
- Prazeres (Calheta)

## Geografía
La villa de Placencia de las Armas está ubicada en el curso medio del río Deva, justo antes de que este reciba por su izquierda a su principal afluente, el río Ego en el barrio eibarrés de Málzaga, cruce histórico de importantes rutas. El valle del Deba, en el punto de ubicación de la población, es estrecho lo que ha influido fuertemente en el desarrollo urbano de la misma.
Se sitúa en el noroeste de la provincia de Guipúzcoa y en la parte central de la comarca del bajo Deva, en lo que en tiempos de la fundación de la villa, allá por el siglo XIV, se conocía como Marquina de Yuso.
Soraluze limita, al norte con Elgóibar, al sur con Vergara, al este con Elgóibar y al oeste con Éibar.

### Hidrografía

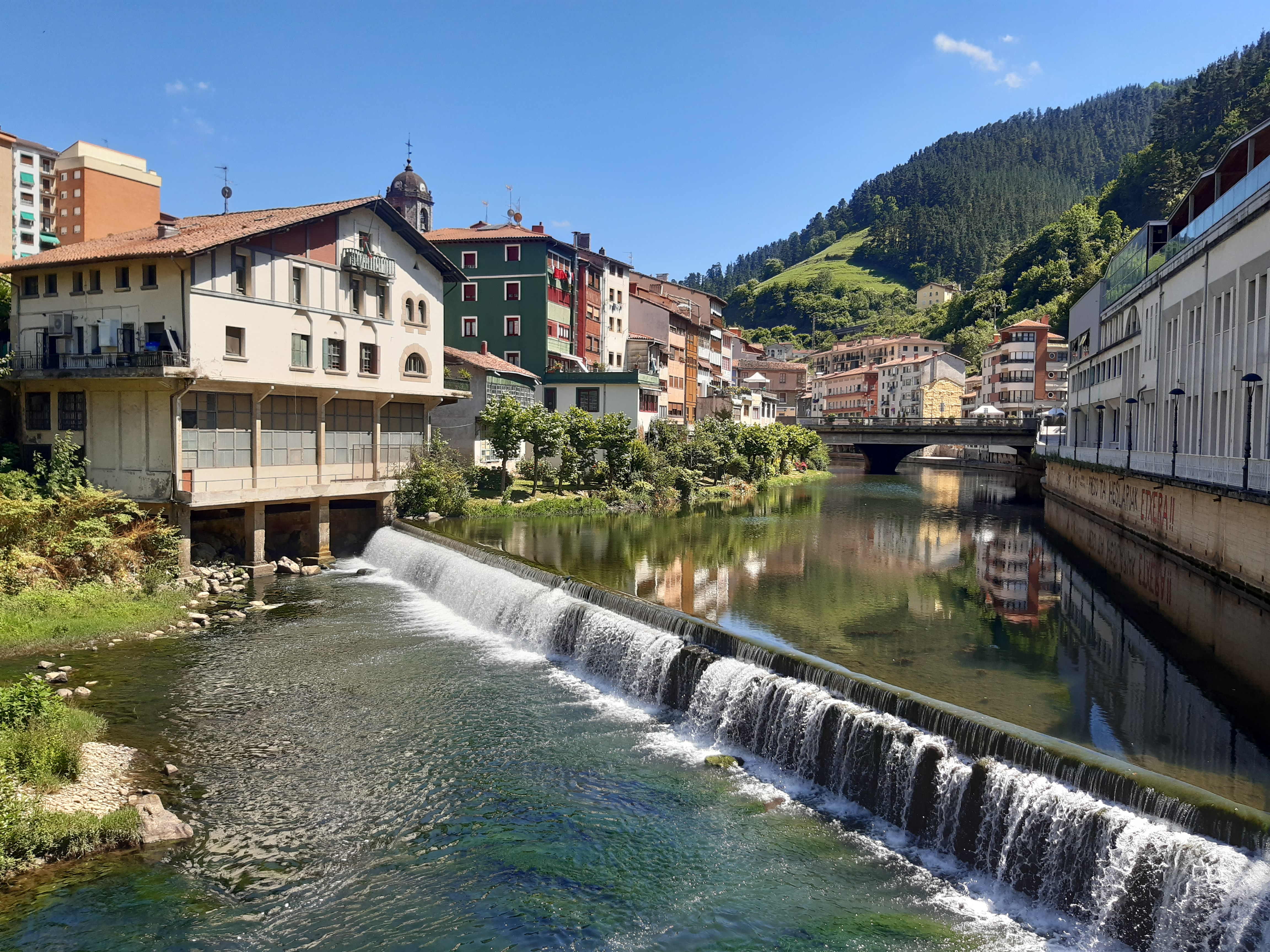
Río Deva en Placencia

El eje básico de la villa y del territorio municipal es el río Deva, cruza el municipio de sur a norte y el casco urbano, que se distribuye en sus orillas y se une con varios puentes, entre ellos el principal, que se ha convertido en elemento urbanístico principal.
El valle es estrecho y el cauce del río es ancho y en el mismo hay varias presas que lo embalsan. El caudal es muy irregular con grandes crecidas en muy poco tiempo, esto justifica la anchura del cauce que parece desproporcionado para el agua que normalmente discurre por él.
Recibe numerosos afluentes que bajan de las laderas de los montes que componen el valle. Estos son pequeños ríos encajonados en sus gargantas. Hay algún manantial que se utiliza para el abastecimiento de agua potable como el de Sagar-Erreka.

### Orografía
Las montañas que forman el estrecho valle del Deba están compuestas fundamentalmente por basaltos que por su dureza y resistencia a la erosión crean unos cauces muy estrechos y pendientes muy pronunciadas.
Las laderas de las montañas que rodean el río son de una altura moderada, las de su margen izquierda tiene alturas de entre 300 y 500 m. Mientras que las de la derecha, entre los 700 y 800 m. Destaca el monte Karakate, de 749 m, que se alza al noreste de la villa y a cuyos pies ésta se asienta.
La estructura geológica de los terrenos que componen el municipio está formada por materiales provenientes de erupciones volcánicas submarinas como son las lavas almohadilladas y rocas volcánicas, aunque al oeste predominan las calizas arenosas, margas y margocalizas.
La piedra ofítica de origen volcánico es el material con el que se ha construido históricamente en la villa.

### Composición
El núcleo urbano se asienta en el estrecho valle y se constituye alrededor de la parroquia y el puente principal que cruza el Deba. Conserva la traza medieval original a la que se le han añadido las nuevas construcciones de viviendas y talleres. Las calles están alineadas de norte a sur siguiendo el cauce del río y una transversal, como es de costumbre en este tipo de urbanismo. Desde siempre han existido dos arrabales a la salida del núcleo original, que se han extendido con el crecimiento de la villa creando las calles y barrios más alejados como la avenidas de Guipúzcoa y Virgen de Ezozia, los barrios Sagar-Erreka y Zeleta, la calle Txurruken (llamada grupo Serafín Achótegi hasta el 2016), etc.
Además del núcleo urbano componen el municipio cuatro barrios rurales. Estos son: Txurruka, San Andrés, Ezozia e Irure. Este último ocupa toda la margen izquierda del río Deba, mientras que los otros tres barrios están ubicados en la margen derecha del río.
La población es eminentemente urbana, cerca del 95 % reside en el núcleo urbano, mientras que en los barrios rurales reside apenas un 5 % de la misma.
El euskera que se habla en el municipio es la variedad vizcaína.

## Historia
Los yacimientos prehistóricos de la estación megalítica de Placencia-Elosua que cubre el cordal entre Karakate e Irukurutzeta, lo que antiguamente se llamaba Mazelaegi atestiguan la presencia humana en las tierras del municipio de Soraluze. Se pueden datar estos yacimientos, varios túmulos y dólmenes, sobre el tercer milenio antes de la era cristiana.
El valle del Deba fue territorio Caristio a la llegada de los romanos a la península (el euskera hablado en este lugar es la variante vizcaína que coincide, aproximadamente, con la ocupación territorial de los Caristios). Los romanos englobaron al bajo Deba en el conventus de Clunia. Esta estructura política perduró a través de la historia hasta las modificaciones introducidas en tiempo de los visigodos en el que toda el área recibió en nombre de Cantabria, la industria armera Placentina recibía el nombre de Reales Fábricas de Armas de Cantabria.
La ubicación de las comarcas del Deba como límite territorial con el Señorío de Vizcaya dio el nombre a la zona de Marquina haciendo referencia a la característica de marca que ejercía la zona. El territorio que comprendía los actuales municipios de Placencia y Elgoibar era conocido como Marquina de Yuso mientras que el valle del Ego como Marquina de Suso.
Este territorio estuvo adscrito durante algún tiempo a la comarca del duranguesado que pertenecía al reino de Pamplona-Nájera (el que posteriormente sería el reino de Navarra), tal como atestigua un documento de 1053,

omite Munio Sançis in Turankoregnante rege Garsea in Pampilona et in Najera et in Alaba et in Castella Vetula...

En las diversas disputas territoriales entre los reinos de Navarra y Castilla en 1179 se realiza un tratado de paz en el cual queda incluida la zona de Marquina del valle del bajo Deba en el Duranguesado, así dice:

Insuper ego idem Adefonsus, rex Castelle, quitavi vobis Sancio, regi Navarre, el successoribus vestris, Alavam in perpetuum pro vestro regno, scilicet de Ichiar et de Durango, intus existentibus...

En 1200 el rey castellano Alfonso VIII adquiere el control del Duranguesado e integra esta parte en Guipúzcoa, mientras que el resto lo cede al Señor de Vizcaya don Diego López de Haro. El valle del Deva queda dominado por los señores locales como los Zunzueta de Éibar, Olaso de Elgóibar o Guebara de Oñate.
Las referencias sobre la existencia de una iglesia y un núcleo poblacional a su alrededor, lo que sería una anteiglesia, se remontan a 1200 y se repiten en 1263 y 1297.

### La villa
El 15 de octubre de 1343, en Algeciras, el rey Alfonso XI otorga la Carta Puebla y funda la villa de Placencia de Soraluce a la cual le asigna el fuero de Logroño. La fundación se hace por petición de los vecinos y se estima que fue el medino mayor, Beltrán Vélez de Guebara, que se hallaba batallando contra los musulmanes en Algeciras al frente de las tropas compuestas por vecinos de la entonces anteiglesia de Herlaegia y Soraluze.
En 1397 la villa acude a la reunión donde se gestaría la actual Guipúzcoa, en la iglesia de San Salvador de Guetaria, se da la coincidencia que el representante era el mismo para la Placencia y para Éibar. En este acto pasa a quedar definitivamente clara y evidente su vinculación política con Guipúzcoa, aunque en lo eclesiástico seguía unida al Duranguesado y a Calahorra. En estos años se realizan obras de relevancia como la construcción de la iglesia en factura de cantería, sustituyendo la vieja construcción de madera.

### ...de las Armas
Aunque desde la fundación la actividad industrial, centrada en las ferrerías y en los ingenios de barreramiento de cañones para armas de fuego, así como la manufacturación de armas blancas fue relevante en el siglo XV se instalan los talleres, las fraguas, donde trabajan los maestros armeros. La corona, que sería el principal cliente de la industria armera, instaura en 1573 el primer almacén real de armas, (al menos 25 años antes ya se almacenaban armas para el rey en el mismo sitio) en 1807 se construyó un nuevo almacén de mucha mayor capacidad. En esta época se cambia el apelativo de Soraluze por el de las armas. La actividad armera se centraría en la villa hasta bien entrado el siglo XIX, aunque en otros pueblos de la comarca también se dedicaban a dicha actividad
La bonanza económica que esta industria produjo quedó reflejado en la cantidad de obras de mejora que se realizaron en la villa, como la casa consistorial, la casa palacio de Intxaurdieta, etc. La importancia de Placencia en la producción armera queda reflejada en la exención de ir a la guerra de los trabajadores de dicha industria y el acantonamiento de tropas para vigilar los talleres.
El hecho de que Placencia fuera un centro de aprovisionamiento de armas tuvo sus consecuencias en las diferente guerras que han pasado (guerra de la Convención, de la independencia, guerras Carlistas) siendo ocupada por los diferentes ejércitos en contienda y claro objetivo militar.
En 1804 se comenzaron las obras del nuevo almacén real, conocido como erregetxe (casa del rey) que finalizaron en 1807. Después de la guerra de la independencia se convirtió en fábrica de armas hasta que en 1862 se levantaría una nueva fábrica, la Euzcalduna, que contaba con modernas instalaciones. La bonanza económica que gozaba la villa queda afirmada por el crecimiento de su población que en 1896 superó los 2000 habitantes.

### La tornillería
El seudomonopolio de producción armera se rompería con la aparición de una nueva actividad industrial, la tornillería. Ya a finales del siglo XIX se crean empresas dedicadas a la tornillería que, con la Primera Guerra Mundial, adquiría gran pujanza alcanzando su máximo esplendor en la década de los 60 del siglo XX.
La compañía Euzcalduna se transformó en la Real fábrica de cañones que pasaría a denominarse Sociedad Anónima Placencia de las Armas y por su capital inglés la The Placencia de las Armas Company Limited se convertiría en la compañía señera de la localidad siendo el centro de una actividad que superaba ampliamente el municipio.
Para mediados del siglo XX ya la industria armera había dejado de ser el motor de la villa. Había sido sustituido por la tornillería que se acoplaría perfectamente a la actividad industrial de la comarca y crecería al ritmo de la misma. Como en el resto de la comarca la población creció con una velocidad inusitada al recibir la emigración de trabajadores procedentes de otras comunidades de España, principalmente Castilla y León, Galicia, Extremadura y Andalucía. Así, de los 3000 habitantes que tenía Soraluze en 1950 pasaría a 6000 en 1975.
La crisis industrial de finales del siglo XX acarreó una pérdida importante de empresas y, consecuentemente, de población perdiendo en las dos últimas décadas de ese siglo unos 2000 habitantes.

### En elsigloXXI
La diversificación de la industria y la nueva dinámica económica, con un crecimiento fuerte del sector servicios, ha permitido un mantenimiento y crecimiento sostenido de la villa estando actualmente Placencia de las Armas en pleno proceso de mejora. Todas las calles están en obras mirando hacia un pueblo más habitable.

## Demografía
Placencia de las Armas cuenta con una población de 3810 habitantes (INE 2024).
| Gráfica de evolución demográfica de Placencia de las Armas entre 1842 y 2021                                        |
| |
| Población de derecho según los censos de población del INE Población de hecho según los censos de población del INE |

### Transporte y comunicaciones
Las comunicaciones están centradas en la carretera GI-627 que recorre todo el valle del Deva y enlaza con la llanada alavesa. Paralela a esta carretera esta la autopista AP-1 que en Málzaga, muy cerca del núcleo urbano, se une a la AP-8, Bilbao Behovia, que la enlaza con las capitales de Guipúzcoa, San Sebastián y Vizcaya, Bilbao y la cabeza comarcal, Éibar de la que dista 10 km. La AP-1 la enlaza con Vitoria, de todas ellas dista 50 km. En Málzaga también se une a la carretera nacional N-634 que realiza el mismo recorrido que la AP-8.
A mediados del siglo XX desmantelaron el ferrocarril que recorría el valle del Deva uniéndolo con Zumárraga y Vitoria. En la primera década del siglo XXI tiene el proyecto de reabrir esta línea, en su recorrido por el Deva, reconvertida en tranvía. Para el uso del ferrocarril deben desplazarse a la vecina Éibar o a Elgóibar. Los demás transportes son accesibles desde las capitales.
La ruta del valle del Deva ha sido la principal ruta de comunicación de la cornisa cantábrica con la meseta. Permaneció viva hasta la construcción de la carretera radial N-I.

## Economía
La economía de Placencia ha estado basada, prácticamente desde su fundación, en la manufactura del hierro. La actividad industrial es intrínseca a la villa y en ella ha basado su progreso. Los otros sectores se han desarrollado como complementos al secundario. En los barrios rurales siempre ha habido cierta actividad agrícola y ganadera pero dedicada al autoconsumo y, eventualmente, a la venta en los mercados cercanos. Los servicios han crecido al ritmo que lo pedía la sociedad.
El sector primario, totalmente complementario al industrial únicamente tiene entidad como una actividad secundaria que se combina con el trabajo principal en la industria. Las pendientes de las laderas de los montes que forman el valle impiden realizar explotaciones agrarias rentables de tal forma que queda reducido al autoconsumo y a la venta en los mercados cercanos. La explotación forestal ha venido a sustituir a la agricultura y ganadería en algunos casos. En tiempos de la industria armera fue importante el trabajo en el bosque tendente a la producción de materia prima.
El sector secundario, el fundamento de la economía de la villa. En la actualidad la tornillería es la actividad de la mayoría de las empresas asentadas en Soraluze. Esta actividad ocupa casi al 40 % de las mismas. Luego los talleres de complementos para el automóvil y la máquina herramienta tienen una importante presencia. La actividad industrial no está desligada de la del resto de la comarca por lo que los subsectores importantes en la misma tienen representación en los polígonos industriales de Placencia de las Armas.
El sector servicios ha crecido al ritmo de la sociedad. Está basado en cubrir las necesidades básicas de la población y de las empresas. El comercio y las especializaciones se cubren en la cabeza comarcal, Éibar, o en las capitales de provincia.

## Símbolos
Su escudo de armas consta de los siguientes elementos: en un campo de gules un castillo de tres almenas en oro del que salen por sus lados sendas pequeñas banderas blancas con la cruz de Borgoña. El campo está rodeado de un ensogado a cuyos lados hay dos leones y diversas armas. Lo remata una corona de 9 puntas.

## Administración y política
| Partido político                                              | 2023  | 2023       | 2019  | 2019       | 2015  | 2015       | 2011  | 2011       | 2007  | 2007       |
| Partido político                                              | %     | Concejales | %     | Concejales | %     | Concejales | %     | Concejales | %     | Concejales |
| Euskal Herria Bildu (EH Bildu)-Bildu                          | 51,97 | 6          | 44,45 | 5          | 44,05 | 5          | 41,43 | 5          | —     | —          |
| Euzko Alderdi Jeltzalea-Partido Nacionalista Vasco (EAJ-PNV)  | 29,36 | 3          | 34,09 | 4          | 31,57 | 4          | 30,51 | 4          | 25,17 | 3          |
| Partido Socialista de Euskadi-Euskadiko Ezkerra (PSE-EE PSOE) | 15,11 | 2          | 16,85 | 2          | 17,92 | 2          | 17,23 | 2          | 20,20 | 2          |
| Partido Popular del País Vasco (PP)                           | 1,08  | 0          | 3,05  | 0          | 4,11  | 0          | 6,87  | 0          | 7,63  | 1          |
| Ezker Batua-Berdeak (EB-B)                                    | —     | —          | —     | —          | —     | —          | 1,6   | 0          | 4,17  | 0          |
| Eusko Abertzale Ekintza-Acción Nacionalista Vasca (EAE-ANV)   | —     | —          | —     | —          | —     | —          | —     | —          | 26,54 | 3          |
| Eusko Alkartasuna (EA)                                        | —     | —          | —     | —          | —     | —          | —     | —          | 15,40 | 2          |

## Cultura
Placencia de las Armas Soraluze tiene un programa cultural que promueve el ayuntamiento y es apoyado por las diferentes asociaciones existentes en la localidad. El ayuntamiento organiza anualmente cuatro actividades culturales; el concurso de cuentos en euskera en mayo; el de pintura al aire libre, el último domingo del mismo mes; el concurso de carteles, a fin de ilustrar el programa de las fiestas de Santa Ana y Santiago; y el de baile al suelto, en categoría infantil y de adultos, que se celebra dentro del programa de las fiestas antes citadas, así como un ciclo de teatro. Las promoción musical está apoyada por la Coral Ezoziko Ama, la Escuela de Música Soraluze y la charanga Galtzagorri que participan en diversos actos como la celebración del día de Santa Cecilia, patrona de los músicos; o el concierto coral que da inicio al programa festivo o el festival Debajazz, organizado por la asociación cultural Errabal, y patrocinado por el Ayuntamiento.
Placencia de las Armas fue la localización principal de la serie de televisión Patria.

### Patrimonio

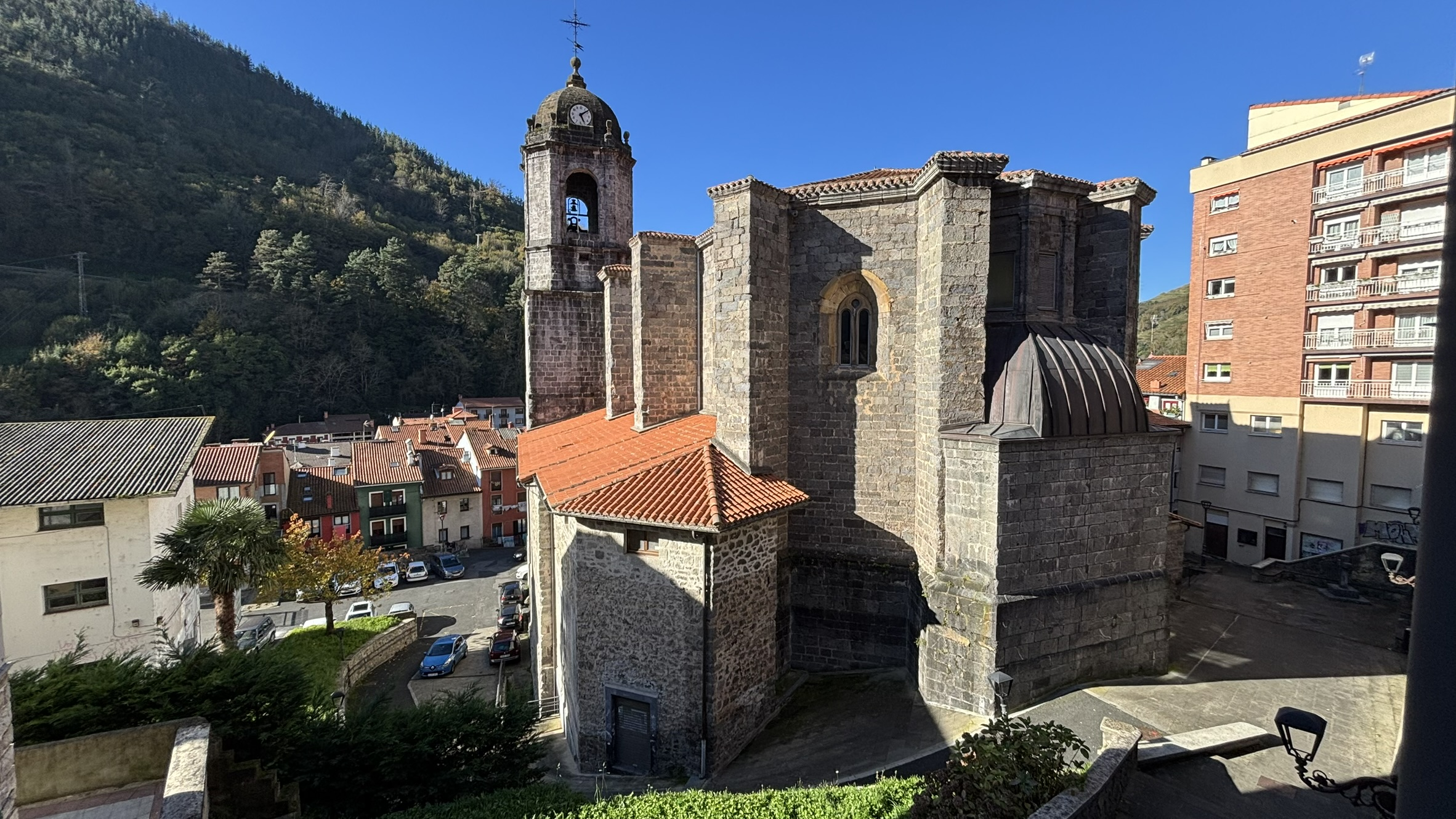
Iglesia de Santa María la Real

Como edificios notables de su casco urbano destacan:
- Casa Consistorial, construida en 1722, es un típico edificio barroco. El escudo de armas, de finales del XVIII, es obra del elorriano Capelastegui. Destaca el pórtico de tres arcos y la rejería.

- Iglesia parroquial de Santa María la Real, aunque hay reseñas de su existencia en el siglo XIII la obra actual es de la segunda mitad del siglo XVI. Es de estilo gótico con añadidos renacentistas. En 1632 se construyen las naves laterales, en 1686 la torre y en 1715 la arcada que soporta el coro, barroca de Antonio de Anguiozar. El retablo, neoclásico, es obra de Ventura Rodríguez y la obra fue dirigida por el arquitecto Miguel Antonio de Jauregui. Es reseñable un atrio, o pórtico, de madera tallada de 1666, lo diseñó el maestro carpintero de Deva, Antonio de Anziondo y lo realizó Pedro de Aldazábal Madalceta, con motivos renacentistas y barrocos. Se restauró integralmente en los años 80 del siglo XX.

- Casa Ormaechea, anterior al siglo XVI, en el que fue ampliada para ser convento de monjas, tiene elementos góticos. Fue residencia de los Irure y casa natal de Andrés Ybáñez de Yrure.

- Casa torre de Arregigaraikua o Arregia de Yuso, antigua casa torre medieval que se reconvirtió en palacio urbano en el que se pueden apreciar elementos como modillones de lóbulos y puertas a diferentes alturas. Llama la atención el gran escudo de armas barroco que ostenta en su fachada, correspondiente a los Irure (esto es lo que ha dado lugar a que se le denominara como palacio de Irure) que se hicieron co la propiedad tras el matrimonio de Andrés Ybañez de Yrure y Marina Pérez de Arreguia en el siglo XVI.

- Casa Zupide, construida en 1601 por el que era entonces contador de las Reales Fábricas, Andrés de Salogüen, es un palacio renacentista que llama la atención por la solución técnica utilizada para la adaptación al terreno.

- Casa Jáuregui, de la segunda mitad del XVIII es una transición entre el barroco y el neoclasicismo. Tiene un deteriorado escudo esquinero en el esquinar que da al puente central.

- Casa Torrea, también llamada torre de Mendicute y Palacio de Balteguieta, es de la segunda mitad del siglo XVIII de principios del neoclasicismo. Ostenta un gran escudo esquinero en arenisca, de estilo barroco, que representa las armas de la consorte del barón de Areizaga.

Hay también algunos ejemplares de caseríos y ermitas de algún interés como, el santuario de Nuestra Señora de Ezocia, del siglo XVI o la de San Roque. Las ermitas son:
- Ermita de San Roque (Santa Cruz) de origen medieval y con tallas renacentistas.

- San Meteri y San Celedón (San Marcial), de origen medieval, posee un retablo renacentistas datado en 1547 realizado por Pierres Picart y dedicado a los Santos Mártires. Estuvo adscrita al contiguo caserío Hernizketa.

- San Andrés data de 1558. Su retablo fue realizado en 1610 por el escultor tolosarra Jerónimo de Larrea. En su interior está el púlpito de la iglesia parroquial.

- San Esteban de origen medieval con elementos de traza gótica. En ella se hallan las imágenes de San Antonio Abad y San Esteban.

- Santa Águeda de mediados del siglo XVI. Fue construida por Andres Ibañez de Irure, protomédico del Emperador Carlos V que era también dueño del caserío Zabala situado al lado del pequeño templo.

- San Ignacio fue construida por los vecinos del barrio rural de Txurruka en 1957 y tiene añadido un pequeño frontón.

Estación Megalítica Placencia-Elosua
Los monumentos funerarios prehistóricos de los yacimientos de la Estación Megalítica Placencia-Elosua, ubicada en el cresterio del cordal de Mazelaegi entre Karakate e Irukurutzeta, que forman la llamada ruta de los dólmenes, nombre que le dio Barandiarán, es un muy interesante paseo entre túmulos y dólmenes del eneolítico. Es un recorrido de 11 km que cruza territorios municipales de las localidades de Elgoibar, Placencia y Vergara. Hay un total de 19 dólmenes y elementos megalíticos )dólmenes, túmulos y un menhir) del Neolítico y la Edad de Bronce. Se estima que este recorrido corresponde a un lugar de paso entre los valles de los ríos Deba y Urola.
La denominada "Ruta de los Dólmenes" es el sedero de pequeño recorrido PR-Gi 94 que tiene una longitud de 20 km de los cuales 11 corresponden al cordal Karakate-Iturriberri, un recorrido de dificultad baja y desnivel reducido, el resto son los tramos de acceso desde los tres municipios.

### Fiestas
Placencia celebra sus fiestas mayores en honor a sus patrones, San Roque y Nuestra Señora de la Asunción el día 16 de agosto que suelen extenderse desde el 15 hasta el 17.
Las fiestas de Santiago y Santa Ana, los días 25 y 26 de julio, que comenzaron como fiestas de una calle y se han convertido, también, en fiestas mayores de la villa.
También celebra las fiestas en los barrios, éstas son:
- En Churruca, San Ignacio de Loyola, el día 31 de julio.
- En San Esteban (barrio de Irure), el día 3 de agosto (se suele celebrar el primer domingo).
- En San Andrés, el segundo domingo de julio.
- En San Marcial (barrio de Irure), el primer domingo de septiembre, en honor a San Emeterio y San Celedonio, patrones de su ermita.

Luego se celebran otras fiestas más generales como los gaztañarres o San Blas.